# Giōrgos Lemesios
Giōrgos Lemesios (in greco: Γιώργος Λεμέσιος; 24 settembre 1961) è un ex calciatore cipriota, di ruolo difensore.

## Carriera
Ha giocato 2 partite per la nazionale cipriota, entrambe nel 1987.